# Корки (Мядельський район)
Корки (біл. вёска Коркі) — село в складі Мядельського району Мінської області, Білорусь. Село підпорядковане Свірській сільській раді, розташоване в північній частині області.